# Leo Kanner

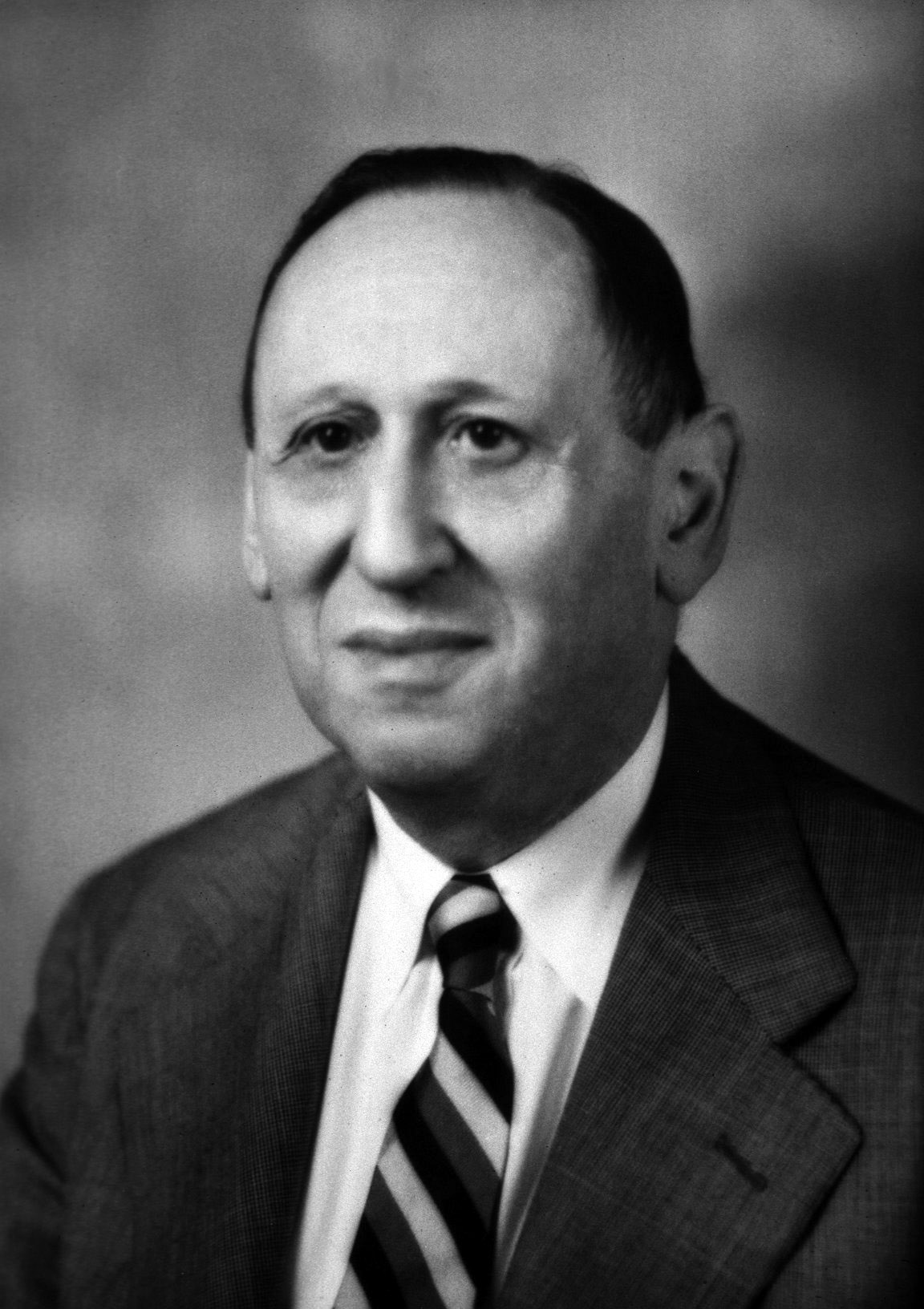
Leo Kanner ca. 1955

Leo Kanner (* 13. Juni 1894 in Klekotów, heute Klekotiw (Клекотів), kleiner Ort nördlich von Brody, Galizien, Österreich-Ungarn; † 3. April 1981 in Sykesville, Maryland) war ein austro-amerikanischer Kinder- und Jugendpsychiater, der als Erster den frühkindlichen Autismus beschrieb, der nach ihm auch Kanner-Autismus genannt wird. Ab 1930 baute Kanner am Johns Hopkins Hospital die Abteilung für Kinder- und Jugendpsychiatrie auf. Er gilt als Begründer der Kinder- und Jugendpsychiatrie in den USA.

## Leben
Kanner wuchs in Klekotów und später in Brody auf, wo er das deutschsprachige K.K. Kronprinz-Rudolf-Gymnasium besuchte. 1906 zog seine Familie vor allem aus wirtschaftlichen Gründen nach Berlin, wo sie ein kleines Hotel betrieb. Kanner setzte seine Schulbildung am Realgymnasium Boxhagen-Rummelsburg und Sophien-Gymnasium fort. 1913 erlangte er das Abitur und begann ein Medizinstudium an der Universität Berlin. Dort war er unter anderem ein Schüler von Wilhelm von Waldeyer und Oscar Hertwig. Im Ersten Weltkrieg wurde er in die österreichisch-ungarische Armee eingezogen und musste sein Studium unterbrechen. Er gehörte dem medizinisch-militärischen Dienst des k.u.k. Infanterieregiments Nr. 10 an und wurde in verschiedenen Reservelazaretts eingesetzt. Zum Ablegen des Physikums wurde er 1916 vorübergehend zurück nach Berlin abkommandiert. Nach dem Krieg kehrte Kanner nach Berlin zurück und setzte seine Studien fort, unter anderem bei Friedrich Kraus, der später sein Doktorvater wurde. Er legte erfolgreich das Staatsexamen ab und beendete im Dezember 1919 das Studium an der Universität Berlin.
Einige Wochen nach Abschluss des Studiums erhielt Kanner, der bis dahin österreichischer Staatsbürger war, die preußische Staatsbürgerschaft. Mit ihr war es ihm möglich, eine ärztliche Tätigkeit in Berlin auszuüben. Anfang 1920 wurde er Assistent an der II. Medizinischen Klinik der Charité, die unter der Leitung von Friedrich Kraus stand. Am 1. Juni 1920 verteidigte er im Kolloquium seine Promotionsschrift „Untersuchungen über den Einfluss von Ruhe, Schlaf und Arbeit auf das Elektrokardiogramm und Kardiophonogramm unter besonderer Berücksichtigung von Leitungszeit und Erregungszeit“ und schloss die mündliche Prüfung mit „Sehr gut“ ab. Im Folgejahr wurde die Arbeit in der Zeitschrift für experimentelle Pathologie und Therapie veröffentlicht. Am 15. Dezember 1920 erhielt Kanner die Approbation und war danach als Arzt in der Charité und einer eigenen Praxis in Berlin tätig. Am 11. Februar 1921 heiratete er Dziunia, geb. Lewin, die Tochter eines Cousins seiner Mutter.
Nach Gesprächen mit einem amerikanischen Arzt aus Aberdeen im Dezember 1923, beschloss Kanner, in die USA auszuwandern. Dort vermutete er aussichtsreichere Zukunftsperspektiven als in Deutschland, wo wirtschaftlicher Abschwung und Inflation herrschten. Ausgehend von Cuxhaven traf er im Februar 1924 mit Frau und Tochter in New York ein. Anschließend nahm Kanner eine Stelle als Assistenzarzt am State Hospital in Yankton, South Dakota, einer Riesenklinik mit vielen neuro-psychiatrischen Erkrankungen. Nach bestandenem Examen erhielt er den Status eines US-amerikanischen Arztes. Ab 1924 publizierte er mehrere Schriften über ethnologische Studien im Themenbereich Zähne und schließlich 1928 das positiv besprochene Buch Folklore of the teeth. Beiträge auf dem Gebiet der Ethno-Neuropsychiatrie folgten. 1928 erhielt Kanner ein dreijähriges Stipendium („Fellowship in Psychiatry“) für die Henry Phipps Psychiatric Clinic am Johns Hopkins Hospital in Baltimore. Noch im gleichen Jahr wurde er Mitarbeiter der Klinik unter Direktor Adolf Meyer. Dort arbeitete er unter anderem mit Paul Schilder zusammen, mit dem er Veränderungen in der Bewegungswahrnehmung erforschte. Im Laufe seiner Zeit als Fellow wurde Kanner zunehmend von Meyer einbezogen. Seine Reputation in Baltimore stieg kontinuierlich durch seine Veröffentlichungen und das Knüpfen von Kontakten, unter anderem zu Mitgliedern der Psychohygiene-Bewegung, Wohlfahrtsorganisationen und Schulen. Ab 1930 publizierte Kanner regelmäßig in dem von Victor Robinson gegründeten Journal Medical Life über historische Themen und Volkskunde.
Zu dieser Zeit entwickelte sich in den USA zunehmendes Interesse an der psychischen Gesundheit von Kindern und deren Schutz. 1922 wurde das erste Child-Guidance-Institut in St. Louis gegründet und 1930 fand in Washington die White-House-Conference on Child Health and Protection statt. Um dabei festgestellte Defizite bei Kinderärzten im Bereich der Psychologie und Psychiatrie zu verringern, wurde unter anderem am Johns Hopkins Hospital der erste kinderpsychiatrische Beratungsdienst an einem Krankenhaus in den USA eingerichtet. Ab dem 1. November 1930 übernahm Kanner die Leitung des Children's Psychiatric Service des Johns Hopkins Hospitals und baute diesen schrittweise auf. Es handelte sich dabei um die erste kinderpsychiatrische Institution an einer Kinderklinik in den USA. Unterstützt wurde Kanner neben Meyer unter anderem durch Edwards Albert Park, Professor für Pädiatrie. Über seine Erkenntnisse publizierte Kanner in englisch- und deutschsprachigen Zeitschriften, er hielt Vorlesungen, Seminare und Vorträge über Problemstellungen der Kinderpsychiatrie. Die Johns Hopkins University verlieh ihm den Titel eines Associate Professor. 1935 veröffentlichte er mit seinem Standardwerk Child Psychiatry eine erste umfassende Darstellung der Kinderpsychiatrie in englischer Sprache.
Nach der Machtergreifung durch die Nationalsozialisten in Deutschland engagierte sich Kanner, der selbst aus einer jüdischen Familie stammte, für verfolgte Mediziner, die in die USA emigrierten. Er war Mitglied im Maryland Committee on Medical Émigrés in Baltimore und unterstützte Erich Benjamin, dem er eine Stelle im Children's Psychiatric Service organisierte. Für seinen Freund Gustav Aschaffenburg, der nach seiner Emigration an der Johns Hopkins University lehrte, schrieb er einen umfangreichen Nachruf.
1933 wurde er zum „Associate Professor“ später zum Professor für Kinderpsychiatrie ernannt. Nachdem Kanner zuvor über ein breites Themenspektrum im Bereich der Psychiatrie publiziert hatte, konzentrierte er sich ab 1938 auf eine kleine Gruppe von Kindern mit sehr speziellen, autistischen Symptomen. 1943 veröffentlichte Kanner den Artikel Autistic Disturbances of Affective Contact, in dem er elf Fallbeispiele vorstellte, in der Fachzeitschrift Nervous Child. Im Folgejahr erschien eine Kurzfassung im Journal of Pediatrics unter dem Titel Early infantile autism („frühkindlicher Autismus“), was ebenso wie das Synonym Kanner-Syndrom zu einem festen Begriff in der wissenschaftlichen Literatur wurde.
Ein Jahr später veröffentlichte der Österreicher Hans Asperger ähnliche Beobachtungen unter dem Titel Die „Autistischen Psychopathen“ im Kindesalter. In den folgenden Jahren nahm Kanner am wissenschaftlichen Diskurs über frühkindlichen Autismus teil. Er wirkte als Editor oder Mitherausgeber unter anderem bei den Fachzeitschriften Nervous Child, Journal of Child Psychiatry, Zeitschrift für Kinderpsychiatrie und American Journal of Psychiatry. Kanners internationales Renommee trug mit dazu bei, dass 1950 die Kinderpsychiatrie in den USA als eigenständiges medizinisches Fach anerkannt wurde. 1957 wurde Kanner Professor für Kinderpsychiatrie an der Johns Hopkins University. Zwei Jahre darauf folgte seine Emeritierung. Stets setzte er sich für das Wohl behinderter Kinder ein. Der Praxis, behinderte Kinder als Dienstboten zu vermitteln, setzte er durch sein Engagement ein Ende. 1971 veröffentlichte er eine Folgestudie über die weitere Entwicklung der 1943 von ihm beschriebenen Patienten im Journal of Autism and Childhood Schizophrenia.
1981 starb Kanner mit 86 Jahren an einem Herzinfarkt in seiner Wohnung in Sykesville, Maryland. Er hinterließ seine Frau und seinen Sohn Albert Kanner, der als Ophthalmologe an der School of Medicine an der University of Wisconsin tätig war. Mehrere Nachrufe erschienen, unter anderem von Leo Kanners Schüler und engstem Mitarbeiter Leon Eisenberg (1922–2009).

## Schriften (Auswahl)
- Child psychiatry. Charles C. Thomas, Springfield 1935.
- Autistic disturbances of affective contact. In: Nervous Child. 1943, Band 2, S. 217–250.
- Folklore of the teeth. The Macmillan Company, New York 1928.
- In defense of mothers; how to bring up children in spite of the more zealous psychologists.  C.C. Thomas, Springfield, Ill. 1941.
- Childhood psychosis: initial studies and new insights. V.H. Winston, Washington 1973, ISBN 0-470-45610-8.